# Rustam Assakalov
Rustam Schatbievič Assakalov (in russo Рустам Схатбиевич Ассакалов?; Novorossijsk, 13 luglio 1984) è un lottatore russo naturalizzato uzbeko, specializzato nella lotta greco-romana.

## Palmarès
- Mondiali

Las Vegas 2015: argento negli 85 kg.
Nur-Sultan 2019: bronzo negli 87 kg.
- Giochi asiatici

Incheon 2014: oro negli 85 kg.
Giacarta 2018: argento negli 87 kg.
- Campionati asiatici

Nuova Delhi 2013: oro negli 84 kg.
Almaty 2014: argento negli 85 kg.
Doha 2015: oro negli 85 kg.
Nuova Delhi 2017: bronzo nei 98 kg.
Bişkek 2018: argento nei 97 kg.
Xi'an 2019: bronzo negli 87 kg.
Almaty 2021: bronzo negli 87 kg.
Ulaanbaatar 2022: argento nei 97 kg.